# Kisasszond
Kisasszond é um município da Hungria, situado no condado de Somogy. Tem 7,84 km² de área e sua população em 2019 foi estimada em 162 habitantes.